# Şərq
Şərq è un comune dell'Azerbaigian situato nel distretto di Beyləqan. Conta una popolazione di 1 909 abitanti.